# جين ميخائيل
جين ميخائيل (بالإنجليزية: Gene Michael)‏ هو لاعب كرة قاعدة أمريكي، ولد في 2 يونيو 1938 في كينت في الولايات المتحدة، وتوفي في 7 سبتمبر 2017 في أولدسمار في الولايات المتحدة بسبب نوبة قلبية.

## وصلات خارجية
- جين ميخائيل على موقعبيزبول رفرنس.كوم (الدوري الرئيسي) (الإنجليزية)
- جين ميخائيل على موقعبيزبول رفرنس.كوم (الدوري الثانوي) (الإنجليزية)
- جين ميخائيل على موقع مشجعي الرسوم البيانية (الإنجليزية)